# Cristur-Șieu, Bistrița-Năsăud
Cristur-Șieu, mai demult Șieu-Cristur, Cristurul Șieului (în dialectul săsesc Eberscht-Kreiz, în germană Kreuz, Oberkreuz, în maghiară Bethlenkeresztúr, Sajókeresztúr) este un sat în comuna Șieu-Odorhei din județul Bistrița-Năsăud, Transilvania, România.

## Clădiri istorice și monumente

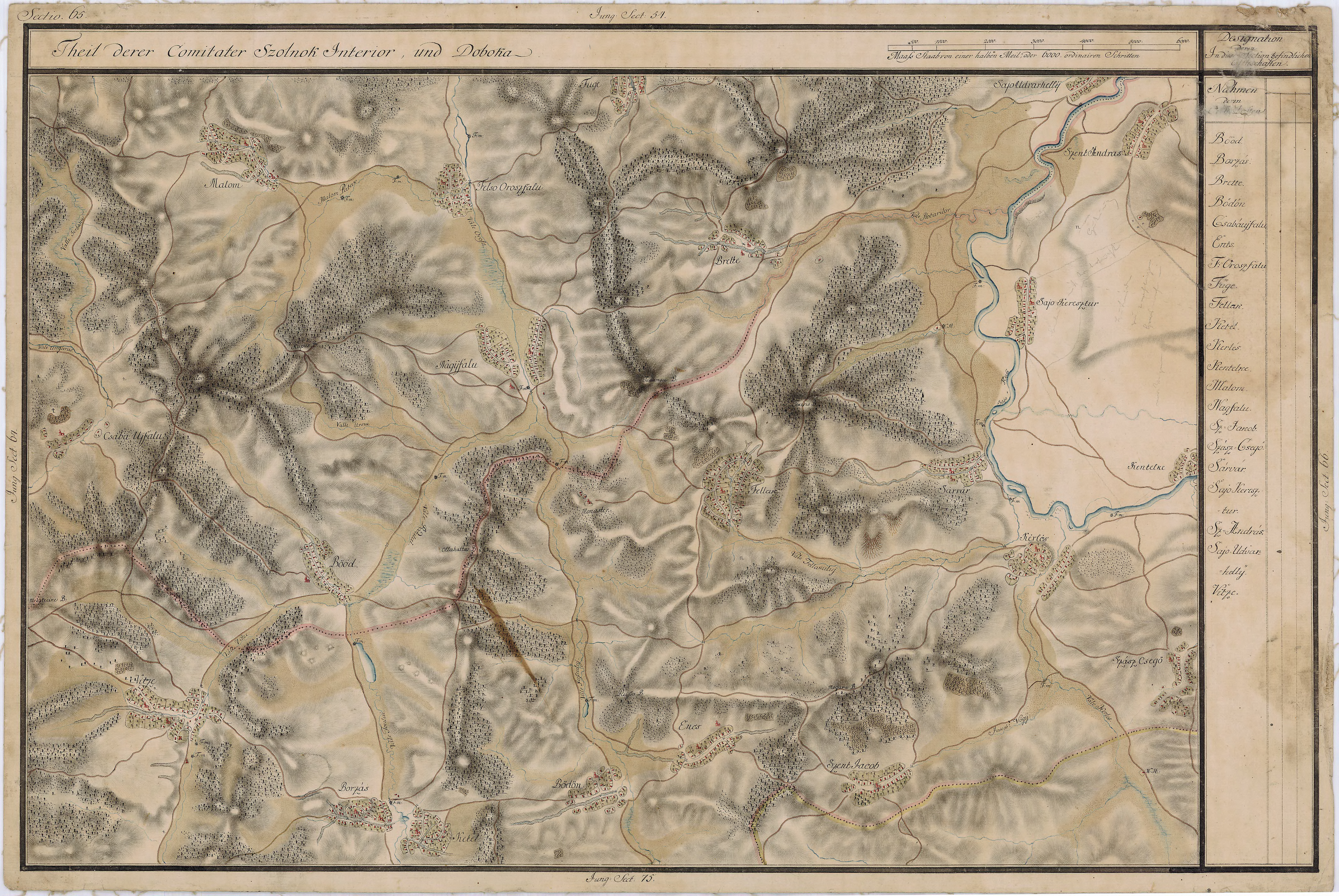
Cristur-Șieu în Harta Iosefină a Transilvaniei, 1769-73

- Monumentul Eroilor Români din Primul și Al Doilea Război Mondial. Obeliscul memorial, de formă piramidală, în trepte, se termină cu o cruce. Este amplasat în fața Școlii Generale și a fost dezvelit în anul 1936, în memoria eroilor români din Primul Război Mondial. Având o înălțime de 4 m, monumentul este realizat din beton și înconjurat cu un gard din stâlpi de beton, uniți cu lanțuri. Pe fațada acestuia este un înscris textul „Onoare eroilor morți pentru patrie și cinste celor care au luat parte la războiul pentru întregirea neamului, 1914-1916-1919, din satul Cristur./ Strămoșii noștri s-au luptat/ Moșie mândră le-au lăsat/ A noastră sfântă datorie/ E să păstrăm neam și moșie“. Pe fața opusă sunt înscrise numele a 21 eroi, din Primul Război Mondial, cărora li s-au adăugat, în anul 1956, când monumentul a fost restaurat, numele a 8 eroi din Al Doilea Război Mondial. Pe celelalte două fețe sunt înscrise numele a 68 militari care au luptat în Al Doilea Război Mondial.